# Bruno Siegel (Geistlicher)
Bruno Siegel (* 6. November 1889 in Briesen; † 26. Januar 1945 in Stare Bolity/Alt Bolitten, Gmina Miłakowo) war ein deutscher römisch-katholischer Geistlicher und Märtyrer.

## Leben
Bruno Siegel, Sohn eines Bierbrauers, studierte Theologie am Lyceum Hosianum in Braunsberg und wurde am 26. Januar 1913 in Frauenburg zum Priester geweiht. Er war Kaplan in Freudenberg und von 1914 bis 1920 in Sensburg, unterbrochen durch den Dienst als Militärpfarrer im Ersten Weltkrieg. Von 1921 bis 1932 war er zweiter Kaplan in Guttstadt, dann Pfarrer in Liebstadt. Unweit davon wurde er am 26. Januar 1945 von Rotarmisten erschossen. Er war 55 Jahre alt.

## Gedenken
Die Römisch-katholische Kirche in Deutschland hat Bruno Siegel als Märtyrer aus der Zeit des Nationalsozialismus in das deutsche Martyrologium des 20. Jahrhunderts aufgenommen. Sein Grab befindet sich auf dem Friedhof in Liebstadt.